# Przewlekła białaczka szpikowa
Przewlekła białaczka szpikowa (łac. myelosis leukaemica chronica, używany jest skrót CML od ang. chronic myeloid leukemia) – zespół mieloproliferacyjny polegający na rozroście klonalnym przekształconej nowotworowo komórki macierzystej szpiku kostnego.

## Historia
Przewlekła białaczka szpikowa została opisana w 1845 roku przez Rudolfa Virchowa i był to pierwszy w historii opis choroby nowotworowej szpiku kostnego, białaczki szpikowej. Początkowo Virchow sądził, że ma do czynienia z ciężką infekcją bakteryjną, manifestującą się olbrzymią liczbą leukocytów we krwi obwodowej. Ponieważ krew opisywanego przez niego pacjenta miała białawy odcień, nazwał tę chorobę mianem „białaczki”. 

## Patogeneza
W większości przypadków przyczyna rozwoju tej choroby nie jest znana. Jedynym czynnikiem etiologicznym, którego znaczenie zostało bezsprzecznie udowodnione, jest promieniowanie jonizujące (stąd gwałtowny wzrost zachorowań na tę chorobę w Japonii po atomowych atakach na Hiroszimę i Nagasaki). 
Ponieważ nie stwierdzono jednoczesnego występowania PBS u bliźniąt jednojajowych, przyjmuje się, iż jest to schorzenie nabyte. 

## Biologia molekularna
Molekularną podstawą przewlekłej białaczki szpikowej jest mutacja genowa: następuje połączenie genu BCR (breakpoint cluster region, locus 22q11.21 – jego produktem jest kinaza serynowo-treoninowa) z genem Abl (gen mysiej białaczki Abelsona, locus 9q34.1 – jego produktem jest kinaza tyrozynowa). W efekcie powstaje gen fuzyjny BCR-Abl odpowiadający za produkcję nieprawidłowego białka (tzw. kinazy tyrozynowej BCR-Abl). Kinaza tyrozynowa BCR-Abl wykazuje stałą aktywność, co prowadzi do wzmożonej proliferacji (namnażania) macierzystych komórek szpikowych. Ów gen fuzyjny najczęściej pojawia się na nieprawidłowym chromosomie – tak zwanym chromosomie Philadelphia – ale nie jest to regułą. 
Stwierdzenie obecności chromosomu Philadelphia lub produktu genu BCR-Abl w rozmazie szpiku kostnego jest konieczne do potwierdzenia rozpoznania przewlekłej białaczki szpikowej. 

## Epidemiologia
Na PBS przypada około 25% białaczek u dorosłych. Roczna zapadalność wynosi 1–1,5:100 000. Nieco częściej chorują mężczyźni niż kobiety (1,3:1). Najczęściej chorują ludzie w wieku 30–40 lat, lecz może występować także u dzieci (u których stanowi 1–3% nowotworów układu krwiotwórczego). 

## Objawy
U około 20–40% pacjentów początek choroby jest bezobjawowy i choroba jest rozpoznawana na przykład poprzez stwierdzenie hepatosplenomegalii w badaniu fizykalnym lub nieprawidłowości w rutynowych badaniach laboratoryjnych (leukocytoza, niedokrwistość, trombocytoza).  

### Nieprawidłowości wykrywane w badaniach laboratoryjnych

#### Krew obwodowa
- wysoka leukocytoza – w chwili rozpoznania zazwyczaj około 100 000/mm³ (choć może sięgać nawet 700 000/mm³)
- w rozmazie: blasty (których odsetek jest proporcjonalny do wielkości leukocytozy, ale zazwyczaj do 10%), promielocyty, metamielocyty, rzadziej erytroblasty. Charakterystyczne cechy rozmazu PBS to: występowanie we krwi obwodowej komórek linii neutrofilopoetycznej we wszystkich etapach rozwoju, bazofilia (mogąca pojawić się na kilka lat przed wzrostem leukocytozy) oraz nadpłytkowość. Wartości hemoglobiny są zazwyczaj prawidłowe.

#### Szpik
- biopsja aspiracyjna: konieczna do przeprowadzenia badania cytogenetycznego, czyli oceny kariotypu komórek szpiku. Szpik jest zazwyczaj bogatokomórkowy, ze zwiększonym odsetkiem komórek linii neutrofilopoetycznej i megakariopoetycznej, przytłumiających komórki linii erytropoetycznej
- trepanobiopsja: zmiany jak w aspiracie. Ponadto stwierdza się zwiększone włóknienie retikulinowe i angiogenezę (tworzenie nowych naczyń).

#### Badanie cytogenetyczne
Obecność chromosomu Philadelphia, czyli translokacji t(9;22)(q34;q11). Inne zmiany cytogenetyczne pojawiają się w bardziej zaawansowanych etapach. 

#### Badanie molekularne
Obecny gen BCR-Abl w badaniu metodą łańcuchowej reakcji polimerazy. 

#### Inne badania laboratoryjne
- zmniejszona aktywność fosfatazy alkalicznej granulocytów (FAG), często niewykrywalna
- zwiększone stężenie witaminy B12 i kwasu moczowego w surowicy

### Objawy podmiotowe i przedmiotowe

#### Objawy związane z dużą leukocytozą (powyżej 200 000–300 000/mm³, u 10% chorych)
- spadek masy ciała (związany z przyspieszonym metabolizmem)
- objawy leukostazy (czyli zaburzenia przepływu krwi w mikrokrążeniu spowodowanego dużą liczbą leukocytów, które „zatykają” drobne naczynia krwionośne): zaburzenia czynności ośrodkowego układu nerwowego (zaburzenia świadomości, zaburzenia widzenia, ból głowy), objawy hipoksemii (wskutek zaburzeń przepływu krwi w naczyniach płucnych), priapizm (mogący być pierwszym objawem PBS)
- podwyższona temperatura ciała
- nocne poty

#### Hepatosplenomegalia (powiększenie śledziony i wątroby, u 30–40% chorych w chwili rozpoznania)
- ból w lewym podżebrzu
- uczucie pełności w jamie brzusznej (spowodowane powiększeniem śledziony) jako późny objaw

#### Objawy związane z niedokrwistością
- osłabienie
- bladość powłok skórnych i błon śluzowych
- łatwa męczliwość

## Przebieg naturalny
Nieleczona przewlekła białaczka szpikowa przebiega w trzech (rzadziej dwóch) etapach: 

### Faza przewlekła
Faza przewlekła choroby trwa około 3–4 lata. 

### Faza akceleracji
W tej fazie choroby następuje przyspieszenie produkcji nieprawidłowych białych krwinek. 

### Faza przełomu blastycznego
W fazie przełomu blastycznego, zwanego też kryzą blastyczną, dochodzi do wzrostu liczby komórek blastycznych, co przypomina ostrą białaczkę. Na tym etapie choroby u 50% pacjentów komórki blastyczne mają fenotyp mieloblastów, u 30% limfoblastów, zaś u 10% megakarioblastów. U pozostałych 10% dochodzi do włóknienia szpiku. 
Fazy akceleracji i przełomu blastycznego charakteryzują się nagromadzeniem aberracji cytogenetycznych, opornością na leczenie i złym rokowaniem. 
Celem leczenia jest niedopuszczenie do progresji choroby (przejścia z fazy przewlekłej do bardziej zaawansowanych okresów).

## Rozpoznanie

### Kryteria
Rozpoznanie przewlekłej białaczki szpikowej możliwe jest wyłącznie po stwierdzeniu obecności chromosomu Philadelphia badaniem cytogenetycznym lub genu BCR-Abl metodą fluorescencyjnej hybrydyzacji in situ lub łańcuchowej reakcji polimerazy. 

### Zmodyfikowane kryteria rozpoznania fazy akceleracji i przełomu blastycznego wedługWHO

#### Kryteria fazy akceleracji
1. 10–19% blastów we krwi obwodowej lub szpiku
2. bazofilia powyżej 20%
3. małopłytkowość poniżej 100 000/mm³
4. nadpłytkowość powyżej 1 000 000/mm³
5. dodatkowe aberracje chromosomowe (klonalna ewolucja cytogenetyczna)
6. powiększenie śledziony lub zwiększenie leukocytozy oporne na leczenie

Obecność co najmniej jednego z wymienionych objawów jest konieczna do rozpoznania fazy akceleracji PBS.

#### Kryteria przełomu blastycznego
1. ponad 20% blastów
2. pozaszpikowe nacieki białaczkowe

Obecność co najmniej jednego z wymienionych objawów jest konieczna do rozpoznania fazy przełomu blastycznego PBS.

## Leczenie
Celem leczenia jest osiągnięcie trzech rodzajów remisji choroby: remisji hematologicznej (doprowadzenie parametrów krwi obwodowej do stanu zbliżonego do normy), remisji cytogenetycznej (zmniejszenie ilości komórek szpikowych zawierających chromosom Philadelphia – najlepiej do 0) oraz remisji molekularnej (zmniejszenie liczby cząsteczek kinazy tyrozynowej BCR-Abl – najlepiej do 0). 

### Leczenie farmakologiczne

#### Hydroksymocznik

Struktura hydroksymocznika

Jest to lek stosowany w początkowej fazie leczenia. Ma on działanie cytoredukcyjne, to znaczy zmniejsza ilość leukocytów, nie wpływa jednak na przebieg choroby (nie usuwa komórek z chromosomem Philadelphia) oraz nie wydłuża przeżycia. Hydroksymocznik działa cytotoksycznie i antymitotycznie (hamuje podziały komórkowe) poprzez blokowanie enzymu reduktazy rybonukleotydowej, przekształcającej rybonukleotydy do deoksyrybonukleotydów (kluczowy etap syntezy DNA). 
W wyniku wzmożonego rozpadu komórek w trakcie terapii hydroksymocznikiem obserwuje się wzrost stężenia kwasu moczowego w surowicy krwi, co może powodować efekty toksyczne. Aby im zapobiec, profilaktycznie podaje się allopurynol (inhibitor oksydazy ksantynowej, hamujący przemiany kwasu moczowego). 
Ze względu na teratogenność hydroksymocznika kobiety w wieku rozrodczym powinny unikać zajścia w ciążę przez cały okres jego przyjmowania oraz przez trzy miesiące po zakończeniu terapii.

#### Inhibitory kinazy tyrozynowej BCR-Abl
Obecnie są to leki pierwszego wyboru w terapii przewlekłej białaczki szpikowej. Leki z grupy inhibitorów kinazy tyrozynowej BCR-Abl przyłączają się do cząsteczki tej kinazy w miejscu wiążącym ATP. Uniemożliwia to przenoszenie grupy fosforanowej z ATP na tyrozynę białka substratowego i tym samym blokuje zdolność kinaz do aktywacji białek przekazujących sygnał proliferacyjny do jądra komórkowego oraz wywołuje apoptozę komórek białaczkowych. Dopuszczenie imatynibu (leku z tej grupy) przez amerykańską Agencję Żywności i Leków na rynek w Stanach Zjednoczonych w 2001 roku było przełomem w leczeniu przewlekłej białaczki szpikowej. Badanie IRIS (International Randomized Study of Interferon and STI571) wykazało, że w ciągu 60 miesięcy (5 lat) przyjmowania imatynibu przeżywalność pacjentów z PBS wynosiła 89%, co było wynikiem znacznie lepszym w porównaniu z dotychczas dostępnymi terapiami. 93% chorych przyjmujących imatynib pozytywnie odpowiadało na ten lek. 
W chwili obecnej dostępne są następujące leki z grupy inhibitorów kinazy tyrozynowej BCR-Abl: 
- imatynib (nazwa handlowa: Glivec) – lek przeznaczony dla pacjentów z nowo rozpoznaną przewlekłą białaczką szpikową;
- dasatynib (nazwa handlowa: Sprycel) – lek przeznaczony dla pacjentów z nowo rozpoznaną przewlekłą białaczką szpikową oraz opornych lub nietolerujących uprzedniego leczenia, w tym imatynibem;
- nilotynib (nazwa handlowa: Tasigna) – lek przeznaczony dla pacjentów z nowo rozpoznaną przewlekłą białaczką szpikową oraz opornych lub nietolerujących uprzedniego leczenia, w tym imatynibem;
- ponatynib (nazwa handlowa: Iclusig) - lek przeznaczony dla pacjentów, którzy nie tolerują leczenia lub u których nie występuje odpowiedź na leczenie dasatynibem lub nilotynibem oraz u których kolejne leczenie imatynibem nie jest uważane za właściwe. Ponatynib stosuje się także u pacjentów, u których występuje mutacja T315I, która sprawia, że są oporni na leczenie imatynibem, dasatynibem lub nilotynibem[2][3].

#### Interferon alfa
Obecnie, ze względu na nasilone objawy niepożądane oraz dostępność imatynibu, stosowanie interferonu alfa w monoterapii lub w skojarzeniu z cytostatykami (hydroksymocznik, arabinozyd cytozyny, daunorubicyna) nie jest wskazane. 
Stosowany jest jednak u kobiet w ciąży w monoterapii, u chorych niebędących kandydatkami do allo-HCT po niepowodzeniu leczenie TKI. 

### Allogeniczneprzeszczepienie szpiku kostnego(allo-BMT)
Ten wariant leczenia powinno się rozważać u pacjentów poniżej 45 roku życia mających dawcę rodzinnego. Wprawdzie nadal jest to jedyna metoda umożliwiająca całkowite wyleczenie, to jednak ze względu na znaczne ryzyko oraz skuteczność inhibitorów kinazy tyrozynowej BCR-Abl stosuje się ją coraz rzadziej.

## Ciąża
W leczeniu PBS u kobiet w ciąży dopuszcza się stosowanie interferonu alfa. Celem szybkiej cytoredukcji (obniżenia leukocytozy) stosuje się zabieg leukaferezy. Nie wolno stosować hydroksymocznika i busulfanu (ze względu na teratogenność) oraz imatynibu.